# Claude Ballif
 (septembre 2021).
Claude Ballif, né le 22 mai 1924 à Paris 5e et mort le 24 juillet 2004 à Saint-Dizier, est un compositeur français.

## Biographie
Son père, officier de carrière, polytechnicien, Colonel d'artillerie, sa mère issue d’une famille de maître de forge, jusqu'en 1914, Claude Ballif, né cinquième enfant d'une fratrie de dix, grandit dans un milieu cultivé, il aura pour oncle l'helléniste André-Jean Festugière.

Il commence ses études musicales avec le violon, à l’âge de six ans. Les trois écossaises de Chopin et surtout le Prélude à l'après-midi d'un faune de Debussy sont les premières œuvres qui le marquent (il les possédait en disque). À l’âge de 13 ans, il suit son père à Madagascar. Il y reste trois ans et rentre en 1940 à Bordeaux. Il s’inscrit deux ans plus tard, à 18 ans, au conservatoire : son père qui n’était pas particulièrement favorable à son choix de devenir musicien finit par l’accepter. À 24 ans, deux ans après son premier opus, "Cendres", il entre au Conservatoire national de musique de Paris où il étudie notamment avec Olivier Messiaen et Tony Aubin. Mais il ne s’y sent pas à l’aise : son caractère indépendant (qu’il conservera toute sa vie) le pousse à quitter de lui-même et sans diplôme cette institution. À 28 ans, il rencontre Fred Goldbeck, qui l'incite à demander une bourse  D.A.A.D. pour achever ses études au conservatoire de Berlin : il l’obtient dans sa trentième année. Il achève pendant cette période de rédiger  L’introduction à la métatonalité. Il sort à 31 ans diplômé en composition du conservatoire de Berlin, ayant suivi les cours de Boris Blacher et Josef Rufer. Il obtient la même année le premier prix de composition du concours international de Genève pour Lovecraft et son Premier quatuor à cordes. Il commence à suivre l’année suivante, et pendant trois ans, les cours d’été de Darmstadt, où il fréquente John Cage, Pierre Boulez, Luigi Nono, Luciano Berio et Karlheinz Stockhausen.
Il rencontre alors Jean Wahl et commence ses conférences au Collège philosophique pour une durée de cinq ans. En 1959 Il intègre parallèlement le Groupe de recherches musicales (GRM), dirigé par Pierre Schaeffer, où il réalise pour bandes magnétiques « Études au ressort et Points-Mouvement » et y rencontre Iannis Xenakis, François Bayle, Ivo Malec et Bernard Parmegiani. Il commence parallèlement ses premiers « Solfeggietti ». À 39 ans, il est nommé professeur d’histoire de la musique et d’analyse à l’École normale de musique. Il se marie avec Elisabeth, elle aussi fille de militaire, et quitte le GRM. Deux ans plus tard, il est nommé au conservatoire de Reims. En 1965, Hermann Scherchen créé sa pièce symphonique A Cor et à Cri au théâtre des Champs-Élysées. Il fête ses 44 ans pendant les événements de mai 68. Il rencontre cette année-là Ivan Wyschnegradsky, avec qui il va approfondir l'utilisation des micro-intervalles avec les quarts de tons et sur qui il consacre un numéro spécial de La Revue musicale. Il publie son ouvrage sur Berlioz. Il est nommé professeur d'histoire de la musique au Centre universitaire expérimental de Vincennes à Paris, où enseigne aussi son ami, le musicologue et philosophe Daniel Charles. Il quitte cet enseignement peu après.
En 1971, il est nommé à 47 ans professeur d'analyse au Conservatoire national supérieur de musique de Paris. Il obtient trois ans plus tard le prix Honegger pour sa symphonie mystique (oratorio) La vie du monde qui vient. Il commence à 52 ans, à la suite d'invitations, une série de voyages pour enseigner la composition dans les plus prestigieuses universités du monde (Harvard, Pékin…). Pour lui, l’oreille voyage et cherche un « orient » parmi sons et bruits.
À 58 ans, il est nommé professeur associé de composition au Conservatoire national supérieur de musique de Paris, poste qu'il conservera jusqu’à sa retraite. À 60 ans, il est le « compositeur de l’été » du Festival estival de Paris et entame une série de séjours dans différentes villes. Il quitte le Conservatoire national supérieur de musique de Paris à 66 ans en 1990 et est invité par Joseph-François Kremer à ouvrir une classe de composition et d’analyse au conservatoire de Sevran. Il occupera ce poste pendant dix ans. À 77 ans, en 2000 il prend la direction du « département de la musique » pour le compte du gouvernement Vénézuélien et fait des séjours au Venezuela où il créera son quatrième concert symphonique pour flûte & orchestre (commande de l’Orchestre Simon Bolivar, Caracas), Un délire de dédales. Atteint d'un cancer, en 2001, il ne pourra terminer sa dernière pièce symphonique, « Au Clair de la lune bleue », créée en 2006, après sa mort en 2004. Il est enterré à Poissons dans la Haute-Marne.

## Sa musique
L'écriture de Claude Ballif est le fruit d'une savante combinaison de la tonalité (au sens le plus large, comme chez Bartók par exemple) et d'une forme personnelle du sérialisme. Il appelle ce système la métatonalité, système sans esprit de système car il offre la possibilité d'utiliser et de combiner les grands systèmes harmoniques d'écriture (tonal, modal, sériel), sans pour autant que cela soit obligatoire. Ce système permet aussi l'utilisation de micro-intervalles et peut servir de méthode d'analyse très efficace.
Ballif fut pendant près de vingt ans professeur d'analyse et de composition au Conservatoire national supérieur de musique de Paris. C'est grâce à
ce travail d'analyse qu'il peut comprendre et développer les différents systèmes harmoniques de la musique de tradition européenne. Sa métatonalité est une théorie qui englobe la tonalité tout en permettant une écriture sérielle. Ce n'est pas un système d'écriture atonal (Ballif disait que l'atonalité pure n'est possible qu'en théorie car en pratique, le cerveau humain cherche toujours à hiérarchiser ce qu'il perçoit d'une manière ou d'une autre). Pour lui, le mouvement nécessite, pour être compris, que l'on ait un point de repère, au moins passager : dans le système tonal, c'est la tonalité ; dans la plupart des musiques modales, c'est le bourdon ou la finale ; dans la métatonalité, c'est l'orient (une note référence). Mais la possibilité — comme chez Debussy par exemple — de « noyer » momentanément le ton (ici l'orient) est toujours présente et souvent utilisée.
Mais la métatonalité n'est pas le seul centre de sa pensée: le matériau sonore est à ses yeux fondamental. Car s'il pense sa musique de manière formelle avant de l'écrire, ce sont ses oreilles qui le guident in fine.

N'importe quel son peut alors devenir prétexte pour une musique. (voir notamment son œuvre pour percussion).
Son processus créatif se divise en deux moments : un Apollinien ou la rationalité va guider à la création d'une forme, puis un Dionysiaque ou son oreille, instrument d'une poétique sonore, remplit cette forme. Mais si la mise en forme intervient en premier il se peut très bien qu'elle se "déforme" sous l'influence de l'oreille : Ballif n'est donc pas un musicien de tableau noir mais bel et bien un musicien sensitif.
Sa vision de compositeur (dans le sens originel composer = mettre ensemble) est exposée dans son ouvrage phare : "Économie musicale "édité en première édition auprès de  Méridiens-Klincksieck dans la collection "Musicologie" en 1992 que dirige Joseph-François Kremer. Il définit sa musique comme avant tout religieuse. Ses élèves le voient, après Rameau et Messiaen, comme le père d'une nouvelle génération de musiciens.

## Catalogue
- 1945, Préludes pour une main aimée, pour piano
- 1946, Cendres, op. 1, pour trois groupes de percussions
- 1945-1948, Le cortège d'Orphée op. 1b, pour soprano lyrique (ou baryton) & piano, Poèmes de Guillaume Apollinaire
- 1948, Quatre mélodies sur des poèmes d'Henri Michaux op. 1c, pour soprano & piano [1. L’Oiseau qui s'efface ; 2. Repos dans le malheur ; 3. Deux peupliers ; 4. Il est venu]
- 1949, Apparitions op. 2, pour mezzo-soprano & piano, poèmes de Henri Michaux [1. Apparition ; 2. Dans les limbes lumineuses ; 3. Extérieurs ; 4. Les inachevés ; 5. Marchand 6. Dans l'attente ; 7. Œil]
- 1949, Chanson bas op. 3, pour soprano & piano, poèmes de Stéphane Mallarmé [1. Le cantonnier ; 2. Le marchand d'ail et d'oignons ; 3. La femme de l'ouvrier ; 4. Le vitrier ; 5. Le crieur d'imprimés ; 6. La marchande d'habits]
- 1950, Sports et divertissements : Orchestration d’après l'œuvre pour piano d'Erik Satie.
- 1951-1977 Minuit pour les géants op. 4 (revue en 1977), pour mezzo-soprano (ou baryton) & piano; poème de Tristan Tzara
- 1951-1995, Notes et menottes, pour piano [vol. I : “À mes enfants, chantez votre existence sur toutes les gammes” (1979) ; Vol. II “Libres exercices de classe à deux voix sur une gamme donnée à 11 sons” (1949-1950) ; vol. III (1992) ; vol. IV (1995)
- 1952, Quintette de cuivres op. 9, pour trompette piccolo, trompette, cor, trombone & tuba
- 1952, Trio d'anches no 8, pour hautbois, clarinette & basson
- 1952, Quatre antiennes à la sainte Vierge op. 7, pour six voix solistes (S1, S2, A, HC, T, B) & ensemble instrumental (16 musiciens) [I. Alma redemptoris mater ; II. Ave Regina ; III. Regina Coeli ; IV Salve Regina]
- 1953, Quintette à vent op. 10, pour flute, hautbois, clarinette, basson
- 1955, Diableries op. 12b, p. 1955), pour piano
- 1955, Lovecraft, pour orchestre, op. 13 (d'après la Couleur tombée du ciel, de Lovecraft).
- 1955, Quatuor à cordes no 1 op. 12, pour deux violons, alto, violoncelle
- 1956, Sonates pour orgue op. 14 (1. La folie de la croix ; 2. Ce beau poisson d'amour qu'est Jésus mon sauveur ; 3. L'agneau de dieu ; 4. Ô doux et bon pélican)[4]
- 1956, Musik im Mirabel op. 15, pour soprano & piano, poèmes de Georg Trakl (1. Musik im Mirabel ; 2. Der Schlaf ; 3. Zu Abend mein Herz ; 4. Nahe des Todes ; 5. In ein altes Stammbuch ; 6. Sommer]
- 1956, Trio à cordes no 1 op. 16, pour violon, alto, violoncelle
- 1957, Fantasio op. 21a, pour orchestre (4.4.4.4 - 4.4.4.0 - hpe.pno.3timb.5perc. - cordes)
- 1957, Retrouver la parole, op. 33, Cantate pour chœur a six voix solistes & ensemble instrumental, poèmes de Roger Giroux
- 1957, Sonate no 2 op. 19, pour piano
- 1958, Quatuor à cordes no 2 op. 22, pour deux violons, alto, violoncelle
- 1958, Quintette op. 24, pour flute et quatuor a cordes, ou flute, hautbois & trio a cordes
- 1959, Quatuor à cordes no 3 op. 30, pour deux violons, alto, violoncelle
- 1959, Sonate no 3 op. 29, pour piano
- 1959, Trio à cordes no 2 op. 28, pour violon, alto, violoncelle
- 1959-1965, Ceci et cela op. 26 (1959-1965) Premier concert à huit pour flûte, hautbois, clarinette, basson, cor, trompette, trombone, tuba & orchestre et la mémoire d’Hermann Scherchen [3(I, II, III+picc.).3.3(I, II+cl. picc., III+cl.b.). 3(+2saxh.) - 4.4.4(III+b., IV+cb.).2 - 12perc.4org. 9.9.6.4.4]
- 1960, Canzone à 8 (in primi toni), orchestration pour deux orchestres de “Canzone otta vitoni” de Giovanni Gabrieli)
- 1960, Quatuor op. 34, pour basson, deux violons, alto & violoncelle
- 1960, Sonate no 4 op. 31, pour piano
- 1960, Vitrine (1960) pour six musiciens (cl., cb., cbn, trb., cel., hpe)
- 1961, Solfeggietto op. 36 no 1, pour flute
- 1961, Solfeggietto op. 36 no 2, pour cor anglais
- 1961, Trio no 1 op. 35, pour flute, basson & harpe
- 1961, Trio no 2 op. 35, pour flute, hautbois & violoncelle constitue avec le Trio no 3 op. 35 — un double trio
- 1961, Trio no 3 op. 35, pour violon, clarinette & cor [Constitue avec le Trio no 2 op. .35 un double trio]
- 1962, Fantasio grandioso op. 21b, pour orchestre (4.4.4.4 - 4.4.4.0 - hpe.pno.3timb.5perc.)
- 1962 A Cor et à Cri, op. 39, pour orchestre
- 1962, Passe-temps op. 38, pour piano
- 1962, Sonate op. 40, pour violoncelle et piano
- 1963, Solfeggietto, op. 36 no 3 pour violon
- 1963, Cahier de violon op. 42 : Cinq grandes pièces pour violon seul
- 1963, Premier imaginaire op. 41 no 1 pour sept musiciens (vln, vlc., hpe, fl., cl., trp., trb.)
- 1963-1973, La vie du monde qui vient op. 11 ; Première Symphonie mystique en neuf parties
- 1964, La musique d'Erich Zahn, pour orchestre ; d’après H. P. Lovecraft
- 1967, Deuxième imaginaire, op. 41 no 2 pour sept cuivres (trp. picc., trp., bug. (ou cor), cor, trb. t6n., trb. b., tba cb.)
- 1967, Les Troyennes, pour orchestre, d ’après Jean-Paul Sartre
- 1968, Quatrième imaginaire op. 41 no 4 pour sept musiciens (orgue, trp., trp. b., trb., bug., cor, tba) [commande de l’ORTF]
- 1968, Solfeggietto, op. 36 no 4 pour hautbois
- 1968, Solfeggietto, op. 36 no 5 pour clarinette
- 1969, Trio à cordes no 3 op. 43, pour violon, alto, violoncelle 16 min.
- 1969, Troisième imaginaire pour huit musiciens (2 a, vlc., cb., cl., cor, bn)
- 1971, prière à la saint vierge, op. 44 no 1 pour chœur.
- 1971, Les battements du cœur de jésus, op. 46 pour double chœur, trp,tb.
- 1972, chapelet, op. 44 no 2, pour chœur à 4 voix mixtes
- 1972, Prière du seigneur, op. 45 pour ch, tp, tb
- 1974, Sixième imaginaire, O.41 no 6, pour 11 inst. À cordes solistes
- 1974, Fragment d’une ode à la faim, op. 47, pour 12 voix mixtes
- 1975, Quatuor op. 48, pour v., al., vcl., perc.
- 1976, Solfeggietto no 6, op. 36 pour guitare
- 1976, Premier concert symphonique: Ivre-moi-Immobile, op. 49 no 1 pour clarinette et orchestre
- 1977, Poème de la félicité, op. 50, pour 3 voix de femme, perc., guit.
- 1977, Timbres et postes, op. 51 pour 6 perc.
- 1978, Sonate, op. 52, pour clarinette et piano
- 1979, Un coup de dés, op. 53, contre-sujet musical pour chœur symphonique,6 musicien et un ruban sonore
- 1980, L’Habitant du Labyrinthe, op. 54, pour 2 perc.
- 1980, Rêveries op. 55, Trio pour violon, clarinette en la & piano
- 1980, Solfeggietto op. 36 no 7, pour tuba contrebasse (ou tuba)
- 1981, Poèmes lents op. 57, Mélodies pour soprano colorature, soprano lyrique, basse & piano en trio vocal (ou solo, 2 instruments remplaçant ad lib. les 2 voix manquantes), poèmes d’André Brochu
- 1981, Solfeggietto, op. 36 no 8 pour saxophone
- 1982, Solfeggietto, op. 36 no 9 pour harpe
- 1982, Solfeggietto, op. 36 no 10 pour clavecin
- 1982-1984, Dracoula op. 58, drame nocturne en deux actes pour six voix solistes & orchestre D’après une idée d’Alain Germain, livret de Viorel Stefan (commande d’État)
- 1984, Absence, orchestration pour soprano & ensemble instrumental : no 4 des “Nuits d'été op. 7 d’Hector Berlioz)
- 1984, Le livre du serviteur : deuxième Symphonie mystique op. 59 pour baryton léger, trois chœurs, maîtrise d’enfants & orchestre (extraits des lettres de Saint Paul et de la prière de Saint François ; traduction R.P. Michel Quesnel ; Dans memoriam Charles Ravier (commande de Radio France)
- 1984, Solfeggietto op. 36 no 11, pour basson
- 1984, Solfeggietto op. 36 no 12, pour percussions
- 1984-1988, Haut les rêves op. 49 no 2, pour la violoniste Clara Bonaldi ; Deuxième concert symphonique pour violon & orchestre de chambre [2 (I, II+picc.).2.1(I=cl. en la).1 - 2.0.0.0 - 7.0.2.2.1 ; commande des Affaires culturelles de Champagne-Ardenne pour le centenaire de Gaston Bachelard]
- 1985, Solfeggietto op. 36 no 13, pour violoncelle
- 1986, Solfeggietto op. 36 no 14, pour trompette
- 1987, Quatuor à cordes no 4 op. 61, pour deux violons, alto, violoncelle (Commande du Festival de jazz «Banlieues Bleues»)
- 1987, Un moment de printemps op. 60, quintette pour flûte, clarinette, violon, violoncelle & piano (commande de l’ensemble instrumental de Ville-d’Avray)
- 1988, Rondes nocturnes op. 62, pour deux pianos
- 1988, Solfeggietto op. 36 no 15, pour cor
- 1989, Quatuor à cordes no 5 op. 63, pour deux violons, alto, violoncelle (Commande de Radio-France)
- 1990, Le Taille-Lyre op. 64 no 1 pour sept instruments (fl., cl. sib, a., vlc., pno, trb., acc.)
- 1990-1991, Il suffit d'un peu d'air op. 65 : Farce lyrique en quatre tableaux d’après la pièce de Renald Tremblay pour soprano lyrique, mezzo-soprano, ténor, baryton & orchestr (Commande du Nouvel Ensemble Moderne de Montréal)
- 1992, Trio à cordes no 4 op. 66
- 1993-1996, Réverb'airs op. 68 : Priamelnen no 1 à 8 pour piano a quatre mains
- 1994, Les retours du soir op. 70 : quintette pour cloches & quatuor de timbales
- 1994, Sonate no 6 op. 69n pour piano
- 1995, Chanson d’Atanasio : pièce facile pour marimba
- 1995, Chant du petit matin : pièce facile pour clarinette en si bémol
- 1995, Quatuor op. 71, pour saxophones Bordeaux, 1998
- 1995, Solfeggietto op. 36 no 16, pour marimba
- 1995, Solfeggietto op. 36 no 17, pour accordéon
- 1995, Solfeggietto op. 36 no 18, pour contrebasse
- 1996, Battez sons pleins op. 73 : quatuor pour glockenspiel
- 1996, Refrains du petit ménestrel : pièce facile pour violon
- 1999, Solfeggietto op. 36 no 19, pour alto (commande pour le concours du CNSMD de Paris, 1999)
- 1999-2000, Un délire de dédales : Quatrième concert symphonique pour flûte & orchestre (commande de l’Orchestre Simon Bolivar, Caracas)
- 2000-2001, Au clair de la lune bleue, pour orchestre (commande de Radio France)
- sd., Joies, pour orgue (Extrait de “Troisième symphonie mystique op. 67”)
- sd., Præludia à la troisième symphonie mystique op. 67 pour double quintette de cuivres & orgue
- sd., Six petits préludes transfigurés op. 67, pour orgue (Extrait de “Troisième symphonie mystique op. 67” *

Catalogue des Solfeggietti :
- 1961, Solfeggietto op. 36 no 1 pour flûte
- 1961, Solfeggietto op. 36 no 2 pour cor anglais
- 1963, Solfeggietto op. 36 no 3 pour violon
- 1968, Solfeggietto op. 36 no 4 pour hautbois
- 1968, Solfeggietto op. 36 no 5 pour clarinette
- 1976, Solfeggietto op. 36 no 6 pour guitare
- 1980, Solfeggietto op. 36 no 7 pour tuba contrebasse (ou tuba)
- 1981, Solfeggietto op. 36 no 8 pour saxophone alto
- 1982, Solfeggietto op. 36 no 9 pour harpe
- 1982, Solfeggietto op. 36 no 10 pour clavecin
- 1984, Solfeggietto op. 36 no 11 pour basson
- 1984, Solfeggietto op. 36 no 12 pour percussions
- 1985, Solfeggietto op. 36 no 13 pour violoncelle
- 1986, Solfeggietto op. 36 no 14 pour trompette
- 1988, Solfeggietto op. 36 no 15 pour cor
- 1995, Solfeggietto op. 36 no 16 pour marimba
- 1995, Solfeggietto op. 36 no 17 pour accordéon
- 1995, Solfeggietto op. 36 no 18 pour contrebasse
- 1999, Solfeggietto op. 36 no 19 pour alto (commande pour le concours du Conservatoire National Supérieur de Musique de Paris, 1999)

Ses œuvres sont éditées aux Éditions musicales transatlantiques, Choudens (désormais Wise Music classical), Durand-Salabert-Eschig et Bote & Bock (Boosey & Hawkes).

## Écrits
- Aller aux sons d’une oreille active et nouvelle. Dans «Panorama» (36), 1971
- Berlioz. «Solfèges», Seuil, Paris 1968
- Doit-on se mettre en forme ? Dans «Colloque Claude Ballif», Centre Sèvres, 1986
- Du silence en forme de variations. Dans «Ex» (2), alinéa, Aix-en-Provence 1983
- Économie musicale. Souhaits entre symboles. Méridien Klincksieck, collection Musicologie dir. JF Kremer Paris 1988
- Entretiens avec Marie-José Chauvin.Dans «Le Courrier musical de France» (41), Paris, 1973
- Entretiens avec Maurice Pinson. Dans «La Grive» (154), Charleville-Mézières 1972
- Fragments retrouves. Dans «La Revue musicale» (370-371), Richard Masse, Paris1984
- Introduction a la metatonalite. Richard-Masse, Paris 1956
- L’Ars Nova en France et Guillaume de Machaut. Dans «Encyclopédie des musiques sacrées» (II), Labergie, Paris 1968
- La musique d’aujourd’hui :  enquête menée par André Boucourechliev. Dans «La Revue musicale» (263), Richard Masse, Paris 1968
- La Musique et le Musicien. Dans « Panorama de l’art musical contemporain», 1963
- La Renaissance de l’orgue de Bordeaux. Dans «La Petite Gironde», 1947
- Les mouvements de l’azur mallarméen. Dans «in Six musiciens en quête d’auteurs», propos recueillis par Alain Galliari, Pro Musica 1991
- Les Paradoxes du musicien. Dans «Silex» (17), Grenoble 1980
- Les Trois Russes, Wyschnegradski, Obouhov et Scriabine. Dans «La Revue musicale» (290-291, spécial), Richard Masse, Paris 1972
- Lettres à Daniel Charles. Dans « Digraphe » (28), Maeght, Paris 1982
- Lettres à Dick Higgins. Dans «Revue d’esthétique» (ns. 4), 1982
- Points, mouvements. Dans «La Revue musicale» (263), Richard Masse, Paris 1968
- Propos de Claude Ballif recueillis par Bernard Bonaldi, Francis Bayer et Francis Pinguet. Dans «La Revue musicale» no 370-371, Richard Masse, Paris 1984
- Voyage de mon oreille, Paris, Union générale d'éditions, «10/18» (no 1351), 1979

La plupart de ses écrits ont été réédités, réunis dans Écrits, vol 1 (Introduction à la métatonalité, Économie musicale et autres textes) et vol. 2 (voyage de mon oreille et autres textes), éd. Hermann, 2015.

## Discographie
- Solfegietto pour guitare op. 36 no 6 [avec des œuvres pour guitare de Tristan Murail, Yoshihisa Taïra, Philippe Drogoz et Michèle Reverdy] Rafaël Andia (guitare) Label : Adda, 1990 [581283 – AD 184]
- Pièces détachées op. 6 [1] ; Bloc-Notes op. 37 [1] ; 5e Sonate pour piano op. 32 [1] ; Passe-Temps op. 38 no 1 [1] ; Sonate pour violon et piano op. 17 [2] ; Sonate pour violoncelle et piano op. 40 [3]

Jean Martin (piano) [1] ; Clara Bonaldi (violon), Sylvaine Billier (piano) [2] ; Pierre Penassou (violoncelle), Jacqueline Robin (piano) [3] Label : Arion, 1991 [ARN 68177]
- À Cor et à cri [1] ; Quatuor à cordes no 3 [2] ; Concerto « Haut les rêves » [3] ; Sonate pour flûte et piano [4] Orchestre National, dir. : Lucas Vis [1] ; Quatuor Kronos [2] ; Clara Bonaldi (violon) et Nouvel Orchestre philharmonique, dir. : Michel Tabachnik [3] ; Pierre-Yves Artaud (flûte) et Christian Ivaldi (piano) [4] Label : Adda/MFA, 1991 [581283 – AD 184]
- Prière à la Sainte Vierge op. 44 [1], Chapelet op. 44 no 2 [1], Les Battements du cœur de Jésus op. 46 [1], Prière au Seigneur op. 45 [1], Fragment d’une ode à la faim op. 47 [2] Ensemble choral Arsène Muzerelle, dir. : Arsène Muzerelle [1] ; Un ensemble vocal de Radio France, dir. : Dominique Debart [2] Label : Arion, 1992 [ARN 68189]
- Cendres pour trois groupes de percussions op. 1 ; L’Habitant du labyrinthe op. 54 ; Timbres et postes, une symphonie pour six percussionnistes op. 51 Ensemble de percussions Rhizome (Olivier Fiard, Patrie Legeay, Didier Breton, Hedy Rejiba, Hugo Le Henan, Bruno Lemaître), dir. : Alexandre Damnjanovic Label : Arion, 1994 [ARN 68289]
- Le Taille-Lyre op. 64 no1 [avec la Symphonie op. 21 d’Anton Webern] Ensemble Intervalles, dir. : Joseph-François Kremer Label : Instant Présent, Lyon, 1994 [1010]
- Le Livre du Serviteur, deuxième Symphonie Mystique op. 59 pour baryton, trois choeurs, chœur d’enfants et orchestre André Cognet (baryton), Chœur et Maîtrise de Radio France, Michel Tranchant et Denis Dupays, chefs de chœur ; Orchestre philharmonique de Radio France, dir. : Bruno Ferrandis Label : Radio France/MFA, 1997 [MFA 216017/18], 2 CD
- Airs comprimés op. 5 ; Bloc-Notes op. 37 ; Pièces détachées op. 6 ; Passe–temps no 1 à 6 op. 38

Philippe Keler (piano) Label : Grave, 1997 [GRCD 5]
- Solfeggietto pour violoncelle, op. 36 no13 [avec des œuvres de Xenakis,

Aperghis et Kagel] Christophe Roy (violoncelle) Label : Grave, 2000 [GRCD 16]
- Un Délire de dédales, quatrième Concert Symphonique op. 49 no 4 ; Sonate pour flûte et piano op. 23 ; Mouvements pour deux pour flûte et piano op. 27 ; Solfegietto pour flûte seule op. 36 no 1 ; Chant de l’innocent, pièce facile pour flûte seule José Garcia-Guerrero (flûte), Philippe Keler (piano), Orchestre Symphonique Simón Bolivar, dir. : Manuel Hernández Silva Label : Musique Média/Nocturne, 2002 [I S 204 - NT 100]
- Points-Mouvement [CD « 50 ans de musique électroacoustique au Groupe de Recherches Musicales, Paris 1948-1998 », avec des œuvres électroniques de Robert Cohen-Solal, François Donato, Pierre Schaeffer, François-Bernard Mâche et al.] Label : INA-GRM/Teatro Massimo Fondazione, 2001 [FTM 002 A-B]
- Points-Mouvement [CD « Archives GRM : Les visiteurs de l’aventure concrète », avec des œuvres électroniques de André Hodeir, Pierre Boulez, Jean Barraqué, Darius Milhaud, et al.] Label : INA-GRM, 2004 [276512]
- Solfeggietto pour violon, op. 36 no3 [avec des œuvres de Luciano Berio, Édith Canat de Chizy et al.] Diego Tosi (violon) Label : Disques du Solstice, 2005 [SOCD 225]

## Prix
- Grand Prix musical de la ville de Paris (1980)
- Prix SACEM de la musique symphonique (1986)
- Grand prix national de la musique (1999)

## Décorations
- Commandeur de l'ordre des Arts et des Lettres (1984)
- Commandeur de l'ordre national du Mérite (1996)

### Filmographie
- Claude Ballif, film de Jacques Trebouta, réalisé pour la série télévisée de Pierre Vozlinsky « L'Homme et sa musique », Paris, Archives de l'INA, 1969